# En-men-lu-ana
En-men-lu-ana Bad-tibirski je bil tretji preddinastični kralj Sumerije, ki je po Seznamu sumerskih kraljev vladal pred približno 2900 pr. n. št.. Bil je tudi kralj z najdaljšim vladarskim stažem, saj naj bi vladal kar 43.200 let.

## Sklica
1. 1 2  Wang, Haicheng (2004). Writing and the Ancient State: Early China in Comparative Perspective. Cambridge University Press. str. 36. ISBN 1107785871.

| Vladarski nazivi               | Vladarski nazivi                                                | Vladarski nazivi          |
| ------------------------------ | --------------------------------------------------------------- | ------------------------- |
| Predhodnik: Alalngar Eridujski | 3. kralj Sumerije pred približno 2900 pr. n. št. ali legendaren | Naslednik: En-men-gal-ana |
| Neznano                        | Ensi Bad-tibire pred približno 2900 pr. n. št. ali legendaren   | Naslednik: En-men-gal-ana |